# Margarita Robles
Robles  Fernández est un nom espagnol. Le premier nom de famille, en général paternel, est Robles ; le second, en général maternel, souvent omis, est Fernández.
María Margarita Robles Fernández, née le 10 novembre 1956 à León, est une juge et femme politique espagnole proche du PSOE.
Elle est la première femme à présider une chambre du contentieux administratif, la première femme à présider une Audience provinciale - celle de Barcelone - et la troisième femme à pousser les portes du Tribunal suprême. En juillet 1993, elle est nommée sous-secrétaire de la Justice puis de 1994 à 1996, elle est secrétaire d'État à l'Intérieur. De 2004 à mai 2016, elle est magistrate de la Troisième chambre du Tribunal suprême.
De septembre 2008 à décembre 2013, elle est membre du Conseil général du pouvoir judiciaire après avoir été élue sur proposition du PSOE. Elle fait partie de l'association de magistrats Juges pour la démocratie.
En mai 2016, elle annonce son retour en politique en intégrant la deuxième place sur la liste socialiste au Congrès des députés dans la circonscription de Madrid en vue des élections générales du mois de juin suivant. Élue députée de la XIIe législature, elle préside la commission de la Justice puis est désignée porte-parole du groupe parlementaire le 20 juin 2017. Elle est nommée ministre de la Défense le 7 juin 2018 et ministre des affaires étrangères par intérim du 1er décembre 2019 au 13 janvier 2020 dans le gouvernement Sánchez I.

## Biographie

### Enfance et formation
Margarita Robles naît à León dans la communauté autonome espagnole de Castille-et-León le 10 novembre 1956 d'un père avocat. À ses douze ans, sa famille déménage à Barcelone ; ville où elle effectue ses études de droit. Première de sa promotion, elle intègre la magistrature en 1981 ; elle est alors la quatrième femme espagnole à devenir juge.

### Une rapide ascension au sein de la magistrature
À vingt-six ans, elle est nommée juge au tribunal de Balaguer dans la province de Lérida puis officie à Sant Feliu de Llobregat et ensuite à Bilbao. Elle est alors la première femme à présider une chambre du contentieux administratif.
Le 21 mars 1991, elle est mutée à l'Audience provinciale de Barcelone et en prend la présidence. Elle est, à trente-quatre ans, la première femme à présider ce type de juridiction.

### Sous-secrétaire puis secrétaire d'État
Proche du PSOE, elle est nommée le 23 juillet 1993 sous-secrétaire de la Justice, sur proposition du ministre de la Justice Juan Alberto Belloch. Elle remplace alors Fernando Pastor López sous le dernier mandat de Felipe González à la tête de l'exécutif et se met en retrait de la magistrature. Sous son mandat, elle fait de ses principales priorités la mise en place de jugements rapides au sein de l'État. Elle occupe ce poste jusqu'au 14 mai 1994 lorsque, au cours d'un remaniement, elle est nommée secrétaire d'État chargée de l'Intérieur, devenant numéro deux du nouveau ministère de la Justice et de l'Intérieur. 
Elle quitte ses hautes fonctions publiques le 4 mai 1996 avec la victoire des conservateurs aux élections générales et le renvoi des socialistes dans l'opposition.

### Retour à sa vocation initiale
À sa démission, elle sollicite sa réintégration dans la magistrature et devient juge du contentieux à l'Audiencia Nacional d'Espagne. À partir de 2004, elle est magistrate de la Troisième chambre du Tribunal suprême.
En septembre 2008, elle est proposée par la PSOE pour intégrer le Conseil général du pouvoir judiciaire (CGPJ). À la suite d'un pacte entre le PSOE et le PP, elle est l'une des sept femmes parmi les vingt membres à être élues par une majorité des trois cinquièmes des membres du Congrès des députés et du Sénat. Elle est alors l'une des membres les plus actifs et soutient la destitution du président du conseil général et du Tribunal suprême.
Margarita Robles est une membre active de l'association de magistrats progressistes Juges pour la démocratie (JpD).
Elle quitte le Conseil général du pouvoir judiciaire le 3 décembre 2013. Deux jours plus tard, le ministre de la Justice et grand notaire du Royaume, Alberto Ruiz-Gallardón, lui décerne la distinction de grand-croix de l'ordre de San Raimundo de Peñafort en sa qualité d'ancien membre du CGPJ.

### La candidate surprise de Sánchez au Congrès
Elle fait son retour en politique en mai 2016 après que Pedro Sánchez lui propose d'occuper la place vacante sur les listes socialistes pour la circonscription de Madrid à l'occasion des élections générales du 26 juin 2016. En effet, Irene Lozano renonce à conserver la quatrième place sur les listes socialistes dans la Communauté de Madrid et Carme Chacón renonce à conduire la liste du PSC dans la circonscription de Barcelone. En conséquence, Sánchez charge Meritxell Batet, numéro deux à Madrid, de remplacer Chacón et se retrouve avec la deuxième place libre, réservée à une femme, sur la liste madrilène qu'il offre à Margarita Robles. Celle-ci accepte et se place en disponibilité de son poste de magistrate du Tribunal suprême.
Le 19 mai cependant, la commission permanente du Conseil général du pouvoir judiciaire vote par 4 voix contre 3 qu'une disponibilité entraîne la perte de la fonction de magistrat du Tribunal suprême.
Le 26 juin, elle est élue députée pour la circonscription de Madrid au Congrès des députés en tant qu'indépendante. Elle prend la présidence de l'une des six commissions permanentes dévolues aux socialistes, en l’occurrence la commission de la Justice.
Lors du second vote d'investiture de Mariano Rajoy le 2 novembre, elle est l'une des quinze parlementaires socialistes à avoir voté « non » et ainsi rompu la discipline de vote imposée lors du Comité fédéral socialiste. La commission provisoire considère alors la possibilité de la destituer de la présidence de la commission de la Justice mais renonce du fait que Robles ne possède pas sa carte au PSOE.

### Porte-parole du groupe socialiste
Restée fidèle à Pedro Sánchez après son éviction du secrétariat général du PSOE au début du mois d'octobre 2016, elle l'aide à reconquérir le parti en vue du 39e congrès fédéral devant se tenir au mois de juin suivant. Le 19 juin, au lendemain du congrès fédéral, elle se voit récompensée de son soutien par sa nomination comme porte-parole du groupe socialiste au Congrès des députés. Elle remplace alors José Luis Ábalos, porte-parole provisoire désigné secrétaire à l'Organisation et numéro trois du PSOE, à compter du 20 juin. Bien que n'étant pas membre du parti, il s'agit de la deuxième personne à devenir porte-parole du groupe parlementaire au Congrès après José Antonio Alonso.
Elle abandonne en conséquence la présidence de la commission de la Justice. Plusieurs noms circulent pour la remplacer : Sofia Hernanz, députée des Baléares, mais celui d'Isabel Rodríguez García est finalement retenu.

### Ministre de la Défense
Le 1er juin 2018, lors du débat de la motion de censure présentée par le PSOE contre le gouvernement de Mariano Rajoy, elle intervient afin de fixer la position du groupe parlementaire socialiste sur la motion. La défense initiale du texte de la motion revient au secrétaire à l'Organisation du parti, José Luis Ábalos, à l'image de la motion de censure présentée par Felipe González et soutenue par Alfonso Guerra. Au cours de son intervention, elle annonce que Pedro Sánchez demandera conseil à l'ancien président du gouvernement socialiste José Luis Rodríguez Zapatero afin d'établir le nouvel organigramme gouvernemental.
À partir du 4 juin suivant, certains noms de ministres sont dévoilés comme celui de Josep Borrell, chargé d'occuper le portefeuille des Affaires étrangères. Bien que la présence de Margarita Robles au gouvernement soit acquise, son domaine de compétences n'est pas certain dans la mesure où elle est d'abord promise à la Justice puis à l'Intérieur voire à la tête d'un superministère ressemblant les départements précédents. Sánchez lève le doute le 6 juin au cours d'une conférence de presse donnée au palais de la Moncloa et annonce la nomination de l'ancienne juge au ministère de la Défense, lequel reprend le contrôle du Centre national de renseignement (CNI), auparavant placé sous l'autorité de la vice-présidente du gouvernement Soraya Sáenz de Santamaría. La nomination est publiée au bulletin officiel de l'État le lendemain ; elle prend ainsi la suite de María Dolores de Cospedal. Lors de la passation de pouvoirs, la nouvelle ministre rend hommage à Carme Chacón, première femme à exercer ces fonctions, et paraphrase le discours de celle-ci : « depuis l'amour profond que nous avons pour l'Espagne, nous allons travailler. Depuis mon amour profond pour l'Espagne, je vais travailler pour cette Espagne unie et diverse à la fois, pour la paix, pour la liberté. Et personne ne va mieux travailler pour l'Espagne, pour la paix et pour la liberté, depuis ce ministère, que les Forces armées et leur ministre à la tête ». En présence de José María Barreda, María Teresa Fernández de la Vega et José Enrique Serrano, elle indique vouloir travailler en continuité des politiques menées par sa prédécesseur car le ministère dont elle hérite est un ministère dans lequel aucun « intérêt partisan » ne tient.
Questionnée sur son rôle de chef de file du PSOE au Congrès des députés, Robles est relevée le même jour de ses responsabilités parlementaires, qui reviennent à la vice-secrétaire générale du PSOE, Adriana Lastra.

### Ministre des Affaires étrangères
Elle occupe le poste de ministre des affaires étrangères par intérim du 1er décembre 2019 au 10 janvier 2020. L'économiste Arancha González lui succède en janvier 2020

## Distinctions et décorations
- Grand-croix de l'Ordre de San Raimundo de Peñafort depuis le 5 décembre 2013.